# Picardische Sprache

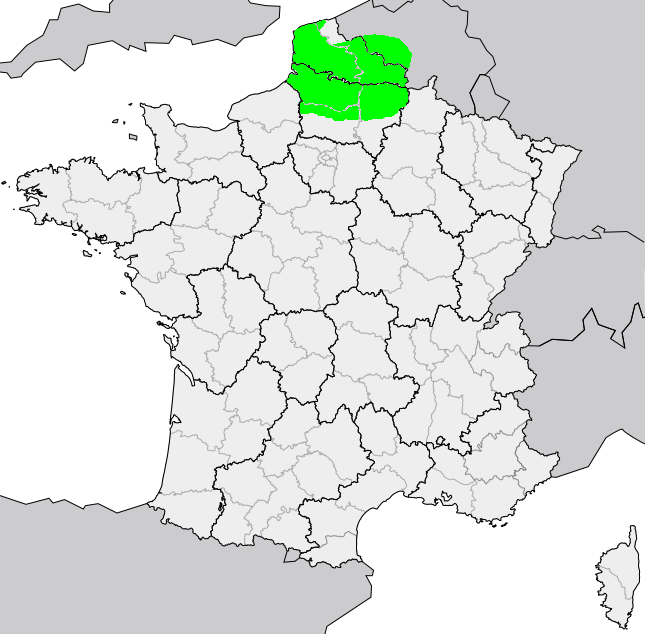
Picardisch

Die picardische Sprache oder Picardisch, auch pikardische Sprache oder Pikardisch, ist eine dem Französischen nahe verwandte galloromanische Sprache und eine nördliche Oïl-Sprache. Sie wird in Frankreich in der Picardie, dem Artois, im romanischen Teil von Französisch-Flandern sowie in Belgien im Westen der Provinz Hennegau (wie Tournai, Ath und Mons) im Westen Walloniens gesprochen.
In der Region Picardie spricht man von Picardisch. Hingegen werden in Flandern und Artois die Bezeichnungen chti und chtimi und im Raum um Lille und Valenciennes Rouchi verwendet, auch wenn man in Flandern meist nur von patois spricht. Linguisten verwenden lediglich die Bezeichnung Picardisch. All diese Bezeichnungen sind synonym.

## Status
Die Französische Gemeinschaft Belgiens erkannte im Jahre 1990 Picardisch ebenso wie Wallonisch, Lothringisch, Champenois und Francique als Regionalsprache an.

Wallonische Region
Provinz Hennegau (Picardisch: Hénau)
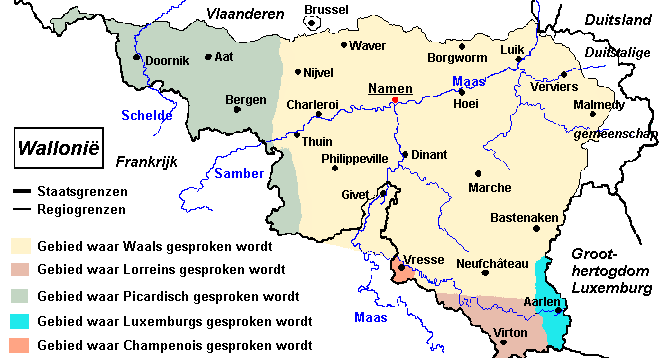
Durch die Französische Gemeinschaft Belgiens erkannte Regionalsprachen.

Der französische Staat hat – entsprechend seiner Politik, einzig das Französische als Amtssprache auf seinem Territorium zuzulassen – das Picardische nicht in dieser Weise anerkannt, auch wenn einige Gutachten das Picardische als vom Französischen getrennte Sprache auffassen. Das Picardische profitiert trotzdem von der Délégation Générale à la Langue Française et aux Langues de France des Kulturministeriums. An der Université de Picardie Jules Verne in Amiens wurde 1971 das Zentrum für pikardische Studien gegründet, dessen erster Direktor René Debrie war.

Nord-Pas-de-Calais
Picardie

## Wortschatz
| Picardische Sprache                                           | Deutsche Sprache   |
| ------------------------------------------------------------- | ------------------ |
| Bojour! oder Bojour mes gins!                                 | Guten Tag          |
| Salut ti z’aute!                                              | Hallo (informell)  |
| Cha vo ti? Comint qui va?                                     | Wie geht’s?        |
| Cha va fin bien.                                              | Es geht gut.       |
| Merchi                                                        | Danke              |
| Comint cha s’lonme …?                                         | Wie heißt …?       |
| Éj n’ comprinds poin                                          | Ich verstehe nicht |
| Bonsoèr!                                                      | Guten Abend!       |
| La boinne nuit!                                               | Gute Nacht         |
| À l’arvoïure! oder À t’ervir!                                 | Auf Wiedersehen    |
| Sins vos komander (formell) oder Sins t’ komander (informell) | Bitte              |
| Kmint qu’os vos aplez?                                        | Wie heißen Sie?    |
| Min nom ch’est …                                              | Ich heiße …        |
| Combin qu’ ha coute?                                          | Was kostet das?    |

Zahlen 0 bis 2000
Anmerkung: Wie auch das Standardfranzösische benutzt die Picardische Sprache das Zwanzigersystem als Zählsystem.
| 0 zéro     | 10 dis     | 20 vint       | 30 trinte            | 80 quate-vint        |
| 1 un, eune | 11 onze    | 21 vint-et-un | 31 trinte-et-un      | 81 quate-vint-un     |
| 2 deus     | 12 dousse  | 22 vint-deus  | 32 trinte-deus       | 90 quate-vint-dis    |
| 3 troés    | 13 trèsse  | 23 vint-troés | 40 quarante          | 91 quate-vint-onze   |
| 4 quate    | 14 quatore | 24 vint-quate | 50 chinquante        | 92 quate-vint-dousse |
| 5 chonc    | 15 tchinse | 25 vint-chonc | 60 soéchante         | 93 quate-vint-trèsse |
| 6 sis      | 16 sèse    | 26 vint-six   | 70 soéchante-dis     | 100 chint            |
| 7 sèt      | 17 dis-sèt | 27 vint-sèt   | 71 soéchante-et-onze | 200 deus chint       |
| 8 uit      | 18 dis-uit | 28 vint-uit   | 72 soéchante-dousse  | 1000 mile            |
| 9 neu      | 19 dis-neu | 29 vint-neu   | 73 soéchante-trèsse  | 2000 deus mile       |

## Populärkultur
Popularität über die Grenzen Frankreichs und Belgiens hinaus erlangte Picardisch durch die französischen Filmkomödien Willkommen bei den Sch’tis (2008) und Die Sch’tis in Paris – Eine Familie auf Abwegen (2018), die in warmherzig-humorvoller Weise das Aufeinanderprallen von Picardisch mit Hochfranzösisch thematisieren. Für die deutsche Synchronisierung ersetzte deren Regisseurin Beate Klöckner das Picardische nicht durch einen deutschen Dialekt, sondern erschuf ein fiktives Kauderwelsch. Durch leichte Anklänge an rheinfränkische Dialekte klang diese Kunstsprache dennoch verwandt.